# SN 1998am
SN 1998am – supernowa typu II odkryta 26 marca 1998 roku w galaktyce A134121-0032. W momencie odkrycia miała maksymalną jasność 23,80m.